# 陳公博
陳 公博（ちん こうはく、1892年10月19日〈光緒18年8月29日〉 - 1946年〈民国35年〉6月3日）は、中華民国の政治家。広東省広州出身。
1920年代に中国共産党第一次全国代表大会の広州代表、中国国民党中央執行委員会常務委員を歴任した。1940年（民国29年）に汪兆銘が南京国民政府（汪兆銘政権）を樹立するとこれに参加して立法院長などを務め、1944年（民国33年）に汪兆銘が死去すると後継者として国民政府委員会の代理主席に就任した。敗戦後に一時的に日本へ亡命したがその後中国に護送され、漢奸として銃殺刑に処された。

## 生涯

### 生い立ち
1892年10月19日、広東省広州府南海県（現：広州市）で官僚の家庭に生まれた。6歳の時には多くの古典を読み、9歳で師に就いて伝統的な教育を受けた。
1907年、革命家であった父の陳志美が蜂起し、陳公博もこれに参加した。蜂起は鎮圧され、陳志美は自首して投獄され、辛亥革命後に釈放されたものの1912年（民国元年）に死去した。陳公博は一時香港に逃れて新聞社の校正などの職に就いたが、1908年に広州に戻り、広州育才書社で英語を学んだ。1914年（民国3年）には広州法政専門学校に入学して法律を学ぶ傍ら同校の教師も務めた。1917年（民国6年）には北京大学哲学系に入学し、香港の新聞社の通信員として学資を稼ぎつつ、1920年（民国9年）に卒業した。中華民国成立後のこの時期、陳公博は父の遺言に従って交友や政治活動を控えて学業に専念していた。1919年（民国8年）には五四運動が勃発したが、これにもあまり興味を示さなかった。

### 共産党から国民党へ

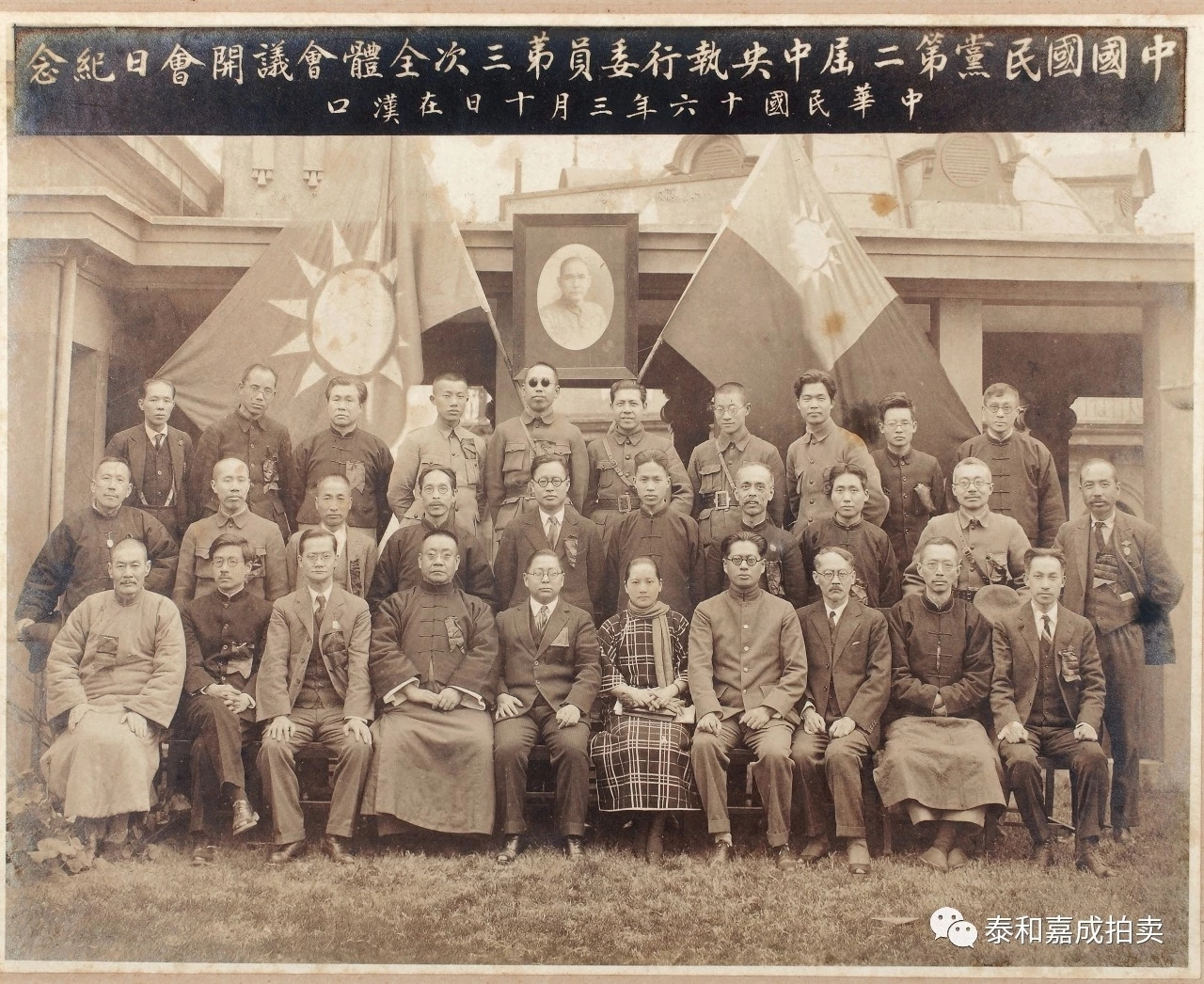
1927年3月に実施された国民党第二回中央執行委員会第三次全体会議の集合写真（後列右から5番目が陳公博）

大学卒業後に広州に帰って母校の広州法政専門学校で英語教師を務めていた時、恩師の陳独秀に説得され、新文化や新思想を宣伝する『広東群報』を譚平山・譚植棠と共に創刊し、広州共産党を設立した。
1921年（民国10年）7月、上海で開催された中国共産党第一次全国代表大会（結党大会）に広州代表として参加したが、ソ連の言いなりとなって動いている共産党に不信感を抱くようになった。なお、この大会には後に共に汪兆銘政権の樹立に参加した周仏海も留日代表として参加していた。
1922年（民国11年）6月、広東派軍閥の陳炯明が孫文を広州から追放し、中華民国正式政府が崩壊した。共産党中央は陳公博に上海に来るよう命令したが、当時アメリカ合衆国への留学を考えていた陳公博はこれを拒絶して共産党を離党し、中国国民党の汪兆銘の援助を受けてアメリカのコロンビア大学に入学した。
留学を終え、ヨーロッパを経て帰国した1925年（民国14年）4月、党内左派の指導者である廖仲愷の紹介を受けて国民党に入党し、同じく党内左派である汪兆銘の側近として活動を共にするようになった。
入党直後に中央党部書記長に任命され、国民政府軍事委員会政治訓練部主任、広東省政府農工庁長、国立広東大学（現：中山大学）校長なども兼任した。8月に廖仲愷が暗殺されると後任の党中央農民部長となり、翌1926年（民国15年）1月には国民党中央執行委員に選出された。同年に北伐が開始すると国民革命軍総司令部政務局長、湖北省財政委員会主任、外交部湖北省特派員、江西省政務委員会主任などを歴任した。1927年（民国16年）には国民党党中央執行委員会常務委員に選出された。
1927年4月、蔣介石らが南京国民政府を樹立し、汪兆銘率いる武漢国民政府と対立した（寧漢分裂）。陳公博は汪兆銘に従って武漢側に与した。7月、武漢国民政府は共産党の排除を宣言し、南京国民政府と合流した。

### 改組派

改組派が発行していた『革命評論』『前進』

党内の政争の末に失脚した陳公博は、1928年（民国17年）1月4日に上海に移り5月7日には『革命評論』を創刊。反共・反帝国主義による「国民党の改組」を強く主張し、蔣介石の専制を批判し始めた。蔣介石はこの動きに反発し硬軟両面で懐柔に動くものの、結局は『革命評論』を発禁処分とした。11月、陳公博と顧孟余は上海で中国国民党改組同志会を設立し、汪兆銘を精神的指導者と位置付けた。
こうした改組派の動きに対し蔣介石は1929年（民国18年）3月に自らの反対派を排除した国民党第三次全国代表大会を強行し、西山会議派への処分を取り消す一方で汪兆銘を厳重注意に処すると共に陳公博・甘乃光を永久除名とした。
1930年（民国19年）、陳公博ら改組派は地方軍閥や党内の反蔣派を糾合して北平に新たな国民政府を樹立したが、張学良率いる東北軍の介入によって失敗に終わった（中原大戦）。1931年（民国20年）1月1日に至って汪兆銘は改組同志会の解散を発表した。

### 蔣汪合作政権
1931年9月18日、満洲事変が勃発した。国家の非常事態を背景に国民党中央は陳公博の党籍を回復し、翌1932年（民国21年）1月28日には汪兆銘が行政院長に就任して蔣介石が軍務を、汪兆銘が政務を分担する蔣汪合作政権が成立した。陳公博は汪兆銘内閣で実業部長に就任し、工業の発展を目指した。しかし専門家の協力が得られなかったため、成果は少なかった。
行政院長と外交部長を兼任していた汪兆銘は「塘沽協定」で満洲国を黙認するなど対日宥和政策を貫いたために政府内や世論の批判が強まり、1935年（民国24年）11月1日には汪兆銘狙撃事件が発生した。汪兆銘は行政院長を辞任して療養のためヨーロッパに渡り、陳公博もこれに従って下野した。
1937年（民国26年）に日中戦争が勃発すると専使としてヨーロッパ諸国を訪問し、後に国民党四川省党部主任委員、国民参政会国民党団指導員などを歴任した。

### 汪兆銘政権

#### 南京国民政府への参加

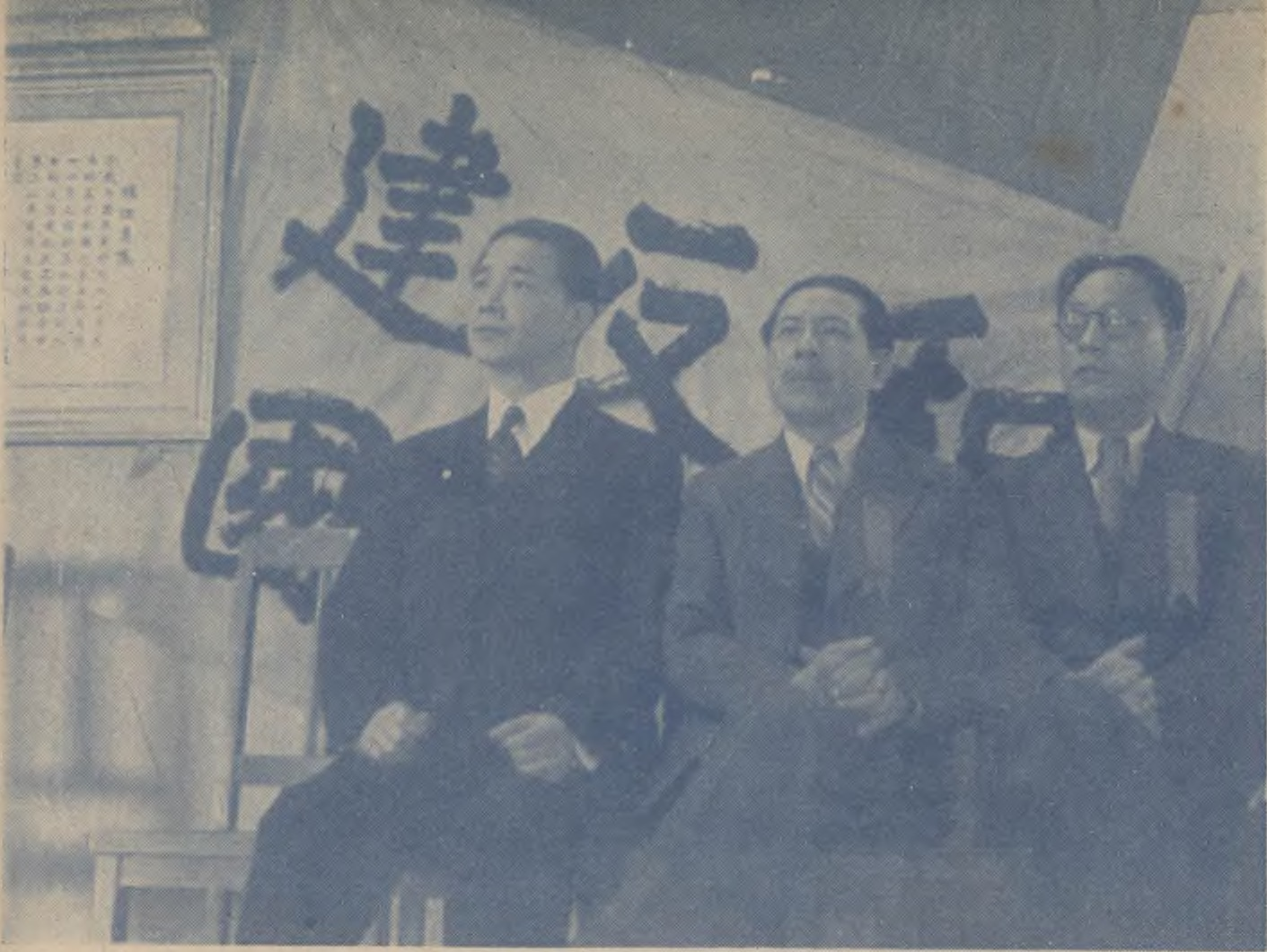
左から順に汪兆銘、陳公博、周仏海（1940年）

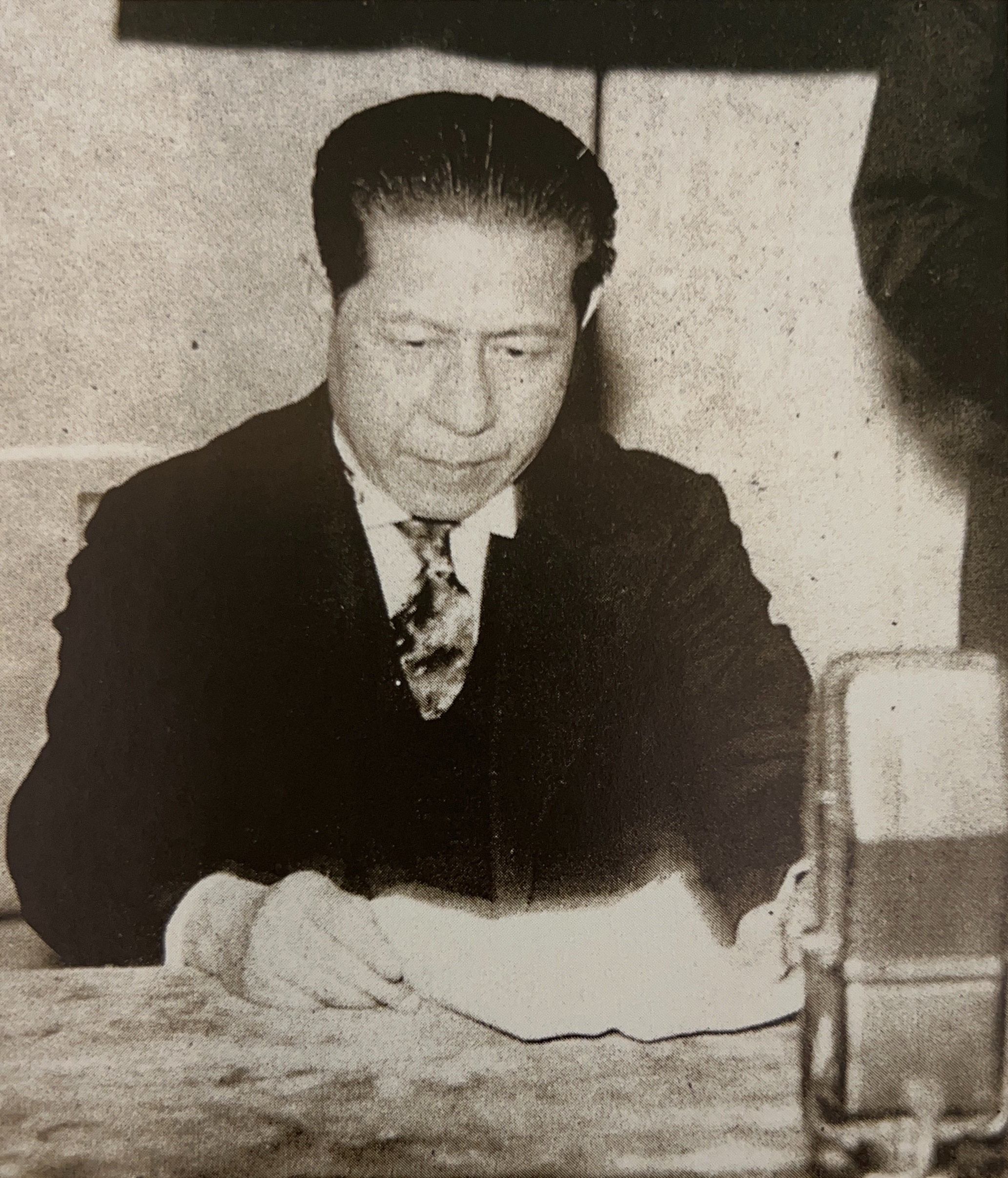
訪日答礼使節団特使として来日し、東京中央放送局で親善談話を発表する陳公博（1940年）

1938年（民国27年）11月、日本側との秘密裏の接触の末、汪兆銘は重慶の国民政府から離脱して和平交渉を担当することを決断した（汪兆銘工作）。これを知った陳公博は「党を分裂させるべきでない」として汪兆銘を諫めたが受け入れられず、汪兆銘の妻の陳璧君には「恩知らず」と罵られた。
1939年（民国28年）8月に汪兆銘は上海で国民党第六次全国代表大会を開催し、新たな国民党を組織した。
この時期、陳公博は母の病気を口実に香港に滞在して家に籠っていた。しかし、汪兆銘の側近の陶希聖と高宗武が離脱したために工作が難局となっていることを知った陳公博は、汪兆銘を見捨てられないという気持ちから協力を決断し、1940年（民国29年）3月14日に上海へ向かった。
南京国民政府（汪兆銘政権）において国民党中央執行委員、中央政治委員会委員、立法院長、軍事委員会政治訓練部長、上海特別市長、清郷委員会副委員長、新国民運動促進委員会常務委員などを歴任した。当初汪兆銘は陳公博に行政院長就任を要請したが、陳公博が固辞したために立法院長に任命することになった。
1940年5月と1943年（民国32年）3月の2度にわたって専使および特使として日本を訪れ、昭和天皇から勲一等旭日大綬章を授与された。
1944年3月3日、汪兆銘が病気の治療のため日本へ渡り、名古屋帝国大学医学部附属病院に入院した。11月8日、汪兆銘の容態が悪化したとの知らせが南京国民政府に届き、陳公博は日本側の要請を受けて11月13日に日本に赴き、汪兆銘と面会する予定であったが、11月10日に汪兆銘は死去した。11月20日に陳公博は国民政府委員会代理主席に就任し、就任演説の中で「南京国民政府は還都以来一貫して重慶側を敵とは見なしていない」「党は分裂してはならず、国は必ず統一しなければならない」と強調した。

#### 南京国民政府代理主席として
汪兆銘の死によって南京国民政府の最高指導者の地位を継承した陳公博ではあったが、「代理主席」という役職名を使い続けたのは「『汪兆銘が演じていた芝居』を終わらせるため」であったという。また、陳公博は「人亡政息」（人が亡くなればその政治も終わる）として南京国民政府の解散を企図し、汪兆銘が国民党全国代表大会を開いて南京国民政府の設立を決めたのに倣い、全国代表大会を開催して南京国民政府の解散を決めることにしていたが、江蘇・浙江・江西・安徽・湖北・河南・山東、淮海の8省と南京（南京党部）・上海・北京・天津・漢口の5特別市に存在した、10万以上の党員を擁するともいわれた地方党部が機能不全に陥っていたため、地方党部の整頓と党員の再登録を行い、全国代表大会の代表選出の規約などの整備に着手することにした。

### 戦後

#### 南京国民政府の解散と日本への亡命
1945年（民国34年）8月11日、日本がポツダム宣言を受諾したことが、外務省から電報で南京国民政府に知らされた。日本側は親日政権の中でも満洲国・南京国民政府・タイの政権首脳に日本への亡命の希望があれば便宜を図るとしていたが、当初陳公博は亡命しようと考えておらず、主席として南京国民政府から重慶国民政府への引き継ぎの責任を取ることを考えていた。
8月16日、中央政治委員会が「国民政府解散宣言」を発表して南京国民政府は消滅し、中央政治委員会は南京臨時政務委員会に、軍事委員会は治安委員会に改組された。
8月17日、周仏海の配下である税警局隊長の周鎬率いる税警団の一部が「国民政府軍京滬行動総隊」と名乗って南京の中央儲備銀行総部に立てこもり、和平建国軍（南京国民政府軍）の武装解除や政府要人の逮捕などを行う周鎬事件が発生した。陳公博の公館も税警団に包囲されたが、これに対し、陳公博が校長を務める南京軍官学校の学生軍は公館を死守するなどの行動を取り、以前から対立関係にあった周仏海派（CC派）と陳璧君派（公館派）が激しく衝突した。自らが南京に留まることによって両派の対立が激化することを危惧した陳公博は、以前から秘密裏に重慶側と連絡を取り合っていた周仏海に接収業務を任せる形で南京を去って日本に亡命することを決断し、その旨を支那派遣軍の今井武夫少将に伝えた。
8月25日、支那派遣軍の小川哲雄中尉の領導の元、陳公博・李励荘（陳公博の妻）・莫国康（陳公博の秘書・妾）、林柏生（元安徽省長）・陳君慧（元実業部長）・周隆庠（元行政院秘書長）・何炳賢（元主計長）の7人が日本に亡命した。陳公博は南京を去る前に「戦後処理を円滑に遂行できるよう一時的に日本に逃れるが、蔣介石の命令が下り次第すぐに南京に戻る」という意思を示した蔣介石宛の書簡を中国戦区陸軍総司令の何応欽に送達するよう日本軍の小笠原清参謀に託したが、手違いにより何応欽の手には渡らなかった。なお、この書簡については蔣介石没後の1981年（民国70年）に国民党党史委員会が公刊した史料によって、「総統府機要檔案」の一部として台湾で保存されていることが判明した。
一行を乗せたMC輸送機は早朝に南京の故宮飛行場を発ち、秘匿のため福岡・大阪・東京といった都市部を避けて鳥取県米子市の米子飛行場（現：米子ゴルフ場）に着陸した。一行はヒッチハイクで米子市役所に向かい、米子市長の斎藤干城と面会した。一行は市長の取り計らいで市内の水交社に宿泊した。
8月26日の夜、一行は東伯郡浅津村（現：湯梨浜町）の東郷湖そばにある浅津温泉（現：はわい温泉）の望湖楼に移った。一行は背広やチャイナドレスなどの服装だったため、目立つのを避けるために男性は日本軍人、女性はもんぺ姿に変装して移動した。
8月29日、外務省は一行を「東山商店」とし、全員に変名を付与して京都に移して匿うとする「東山工作」を開始した。受け入れ先として京都が選ばれたのは、空襲の被害が比較的少なかったためである。当時、陳公博だけでなく元満洲国皇帝の愛新覚羅溥儀も日本に亡命して京都で匿われる予定だったが、こちらは奉天を出発する前にソビエト連邦の赤軍に捕らわれてシベリアに抑留された。
9月1日、一行は望湖楼を出発し、松崎駅から山陰本線で嵯峨駅（現：嵯峨嵐山駅）まで移動した。一行は花園の柴田一雄別邸に滞在した後、9月8日に鹿苑寺（金閣寺）へ移った。

#### 帰国と漢奸裁判、そして処刑

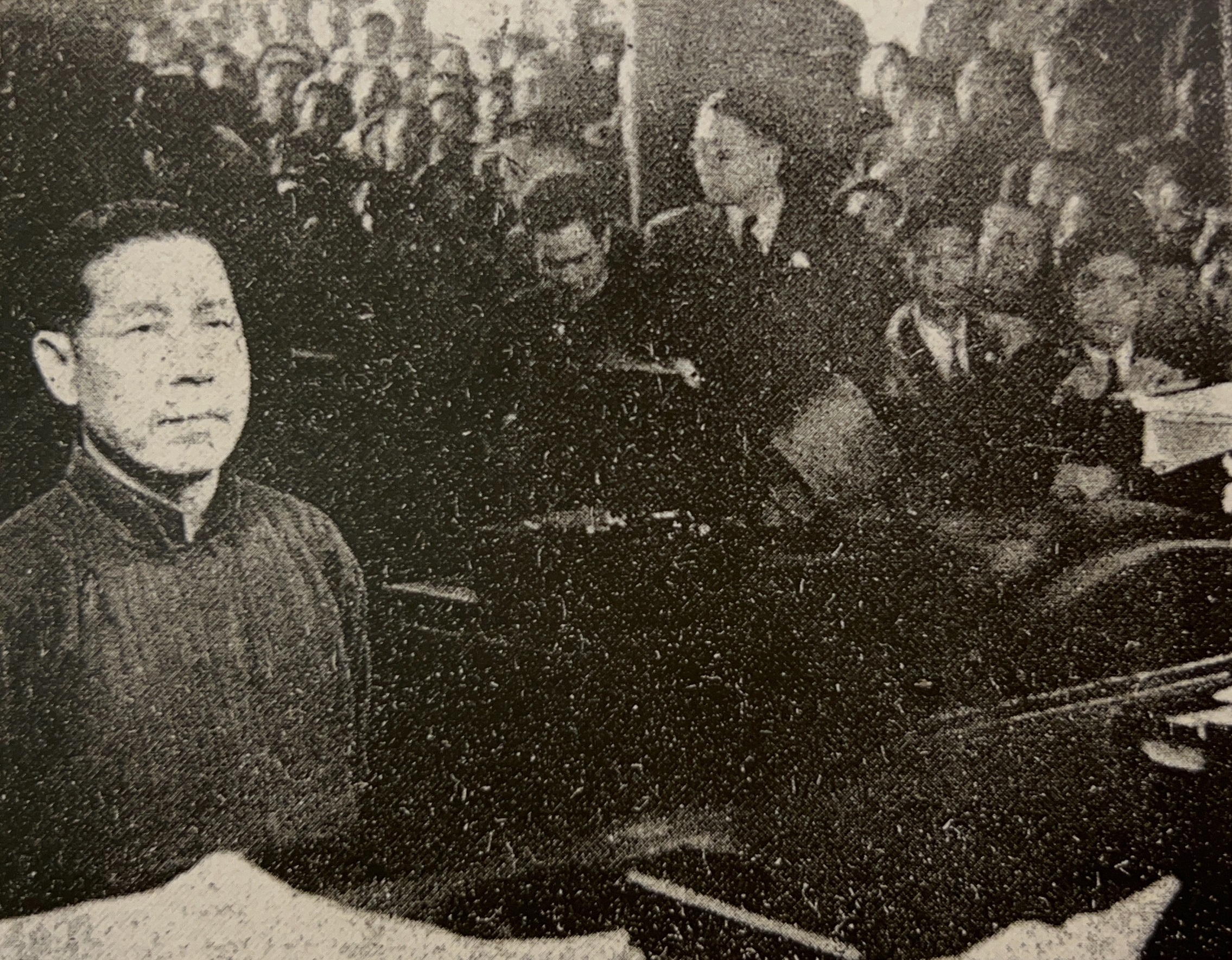
蘇州の江蘇高等法院で公開裁判に臨む陳公博（1946年4月5日）

9月8日、何応欽が日本政府に対し、陳公博一行を逮捕して南京に護送することを要求する電報を送った。
9月12日、拳銃を用いて突発的に自殺を図ったが、それに気付いた李励荘が発砲前に止めたため未遂に終わった。
9月25日、外務省管理局管理第二部長の大野克己が金閣寺を訪問し、重慶側からの要求を陳公博に打ち明けた。それを聞いた陳公博は「私は決して日本に逃げて来たのではない」として帰国を即断し、自首する旨を何応欽および蔣介石に打電した。陳公博が極刑に処されることを恐れた小川は日本に残って行方をくらますことを進言したが、却下された。
10月1日、近衛文麿が密かに金閣寺を訪問し、陳公博と面会した。面会が終わると、李励荘を除いた一行は帰国のため金閣寺を出発した。一行は嵯峨駅から山陰本線の夜行列車に乗り、翌10月2日の早朝に米子駅に到着した。米子で朝食をとった後、西伯郡中浜村（現：境港市）の美保飛行場に向かった。一行を乗せた飛行機は悪天候のため福岡第一飛行場（雁ノ巣飛行場）着陸し、福岡市内の旅館で一泊した。翌10月3日、飛行機は福岡を発って東シナ海を縦断し、南京郊外の大校飛行場に着陸した。一行の身柄は中華民国憲兵に引き渡され、陳公博は江蘇省南京監獄（老虎橋監獄）に収監された後、陳璧君・褚民誼（元広東省長）と共に呉県の蘇州監獄に移された。
1946年（民国35年）4月5日、蘇州の江蘇高等法院で公判が行われた。公判にて陳公博は「私は中国を愛しており漢奸ではない」と主張しつつも、その一方で「どのような判決が下っても恨むことなく受け入れる」とも述べた。公判での陳公博の答弁は新聞各紙で「聞いた人は皆感動せざるを得なかった」「このような立派な人材を処刑するのは惜しまれる」などと絶賛された。4月12日、陳公博に対し死刑の判決が下された。
6月3日、陳公博の銃殺刑が執行された。53歳没。